# Phellopsis robustula
Phellopsis robustula är en skalbaggsart som beskrevs av Thomas Casey 1907. Phellopsis robustula ingår i släktet Phellopsis och familjen barkbaggar. Inga underarter finns listade i Catalogue of Life.